# Zsuzsanna Tomori
Zsuzsanna Tomori (maghiară ˈʒuʒɒnːɒ ˈtomori; n. 18 iunie 1987, în Budapesta) este o handbalistă maghiară care joacă pentru clubul Győri Audi ETO KC și echipa națională a Ungariei.

## Carieră

### Club
Tomori a început să joace handbal la vârsta de 12 ani și a semnat primul său contract profesionist cu Vasas SC, în 2004. Considerată una din cele mai bune jucătoare pe poziția ei din Liga Ungară de Handbal, ea s-a transferat la deținătoarea titlului, Győri ETO KC, în 2007. După două sezoane petrecute la acest club, în care a câștigat titlul intern și a jucat finala Ligii Campionilor, în martie 2010 au ieșit la suprafață zvonuri privind activitatea extrasportivă și unele probleme de atitudine ale handbalistei. Drept urmare, Tomori a fost mai întâi mutată la echipa de rezervă a clubului, iar apoi, după ce cele două tabere nu au putut ajunge la un compromis, ea a părăsit clubul din Győr cu acordul părților.
După cum a declarat într-un interviu, mai multe echipe s-au interesat de ea după ce a devenit liberă de contract, inclusiv Békéscsabai ENKSE, Váci NKSE și unele cluburi din străinătate, dar a decis să semneze cu FTC-Rail Cargo Hungaria. Ea a afirmat că discuțiile cu conducerea FTC și planurile de viitor care i-au fost prezentate i-au influențat în mare măsură alegerea.

### Internațională
Zsuzsanna Tomori a debutat în echipa națională pe 4 aprilie 2006, împotriva Norvegiei. Prima competiție importantă la care a participat a fost Campionatul Mondial din 2007, urmat de Campionatul European și de Jocurile Olimpice, un an mai târziu. Tomori a fost de asemenea prezentă la Campionatul Mondial din 2009 și la Campionatul European din 2010. Ea a făcut parte din echipa Ungariei care a câștigat medalia de bronz la Campionatul European din 2012.

## Palmares
- Nemzeti Bajnokság I:
  - Câștigătoare: 2008, 2009, 2015, 2016, 2017, 2018, 2019
  - Medalie de argint: 2012
  - Medalie de bronz: 2011

- Cupa Ungariei:
  -  Câștigătoare: 2008, 2009, 2010, 2016

- Liga Campionilor EHF:
  -  Câștigătoare: 2017, 2018, 2019
  - Finalistă: 2009
  - Semifinalistă: 2008

- Cupa Cupelor EHF:
  -  Câștigătoare: 2011, 2012

- Campionatul European:
  -  Medalie de bronz: 2012

## Distincții individuale
- Cel mai bun handbalist al anului din Ungaria: 2012[7]